# Mycène (mythologie)
Pour les articles homonymes, voir Mycène (homonymie).
Dans la mythologie grecque, Mycène ou Mycéné (en grec ancien Μυκήνη / Mykênê) est l'héroïne éponyme de la cité de Mycènes selon certaines traditions. Elle est la fille du dieu-fleuve Inachos et de la nymphe Mélia. Elle est la sœur de Io.
Mycène est brièvement mentionnée par Homère, qui évoque « les femmes anciennes, Tyro, Alcmène et Mycène aux beaux cheveux ». Ce passage est aussi cité par Pausanias, tout comme un autre qui préserve un fragment du Catalogue des femmes : Mycène y serait la fille du dieu fleuve Inachos et l'épouse d'Arestor, et aurait donné son nom à la cité de Mycènes.
Mycène passe aussi parfois pour la mère d'Argos Panoptès.